# Таваст, Роман
Рома́н Та́васт (эст. Roman Tavast; 11 мая 1895, Таллин, Эстония — 3 августа 1942, Северо-Уральский ИТЛ, Серовский район, Свердловская область, РСФСР, СССР) — эстонский художник и ювелир; на Всемирной выставке 1937 года, проходившей с 25 мая по 25 ноября в Париже, Франция, награждён бронзовой медалью. Основатель и владелец предприятия «VMT Roman Tavast» для производства знаков отличий, нагрудных знаков и украшений для гражданских и военных учебных заведений, а также государственных наград. Роман Таваст вскоре со своими работниками, преданными любимому делу, становятся большими мастерами и занимают лидирующее положение среди конкурирующих фирм соседних стран: Латвии, Литвы, Финляндии и Дании. После установления Советской власти в Эстонии летом 1940 года ювелирная фирма была национализирована, Роман Таваст был депортирован и расстрелян. В 1993 году часть завода возвращена наследникам Романа Таваста и таким образом восстановлена компания (эст. Roman Tavast OÜ), носящая имя Романа Таваста.

## Биография

### Ранние годы
Роман Таваст родился в 11 мая 1895 года в Таллине. Отец — Юхан Таваст (1864—1942) родом из деревни Paslepa, волости Ноароотси; швед. Nuckö kommun), уезда Ляэнемаа; — происходил из древнего шведского рода, представители которого поселились на островах и прибрежных территориях западной и северной Эстонии. Основным занятием эстонских шведов было рыболовство, мореплавание и земледелие. Поэтому зачастую мужчины обладали одновременно и навыками рыбной ловли, и — судостроения. Это объясняет расхождение в информации: по одним источникам отец — Юхан Таваст будучи плотником мастерил рыболовецкие лодки, буера и яхты, а по другим — занимался рыболовством. Мать — Анн Таваст (1866—1935) по происхождению эстонка — так, впервые шведская семья Тавастов породнилась с эстонской.
Роман Таваст окончил начальную четырёхгодичную частную школу для мальчиков у Е. Никласена, затем учился гравировке и изготовлению ювелирных изделий в мастерской Е.Тредера в Таллине. По некоторым сведениям Роман Таваст также работал ювелиром у Юлиуса Лоссмана, приобретая у него навыки искусства золочения, одновременно заканчивая общеобразовательную вечернюю гимназию и заочные курсы в художественной школе.
Роман Таваст также участвовал в Первой мировой войне и в Эстонской освободительной войне (эст. Eesti Vabadussõda — буквально: «Эстонская война за свободу»; рус. «Эстонская война за независимость») в качестве военного офицера.

## Личная жизнь
Супруга — Эрна Эльвинэ Таваст (1900—1963); сын — Рауль-Роман Таваст; дочери — Теа Таваст и Сигрид Таваст.

## Карьера

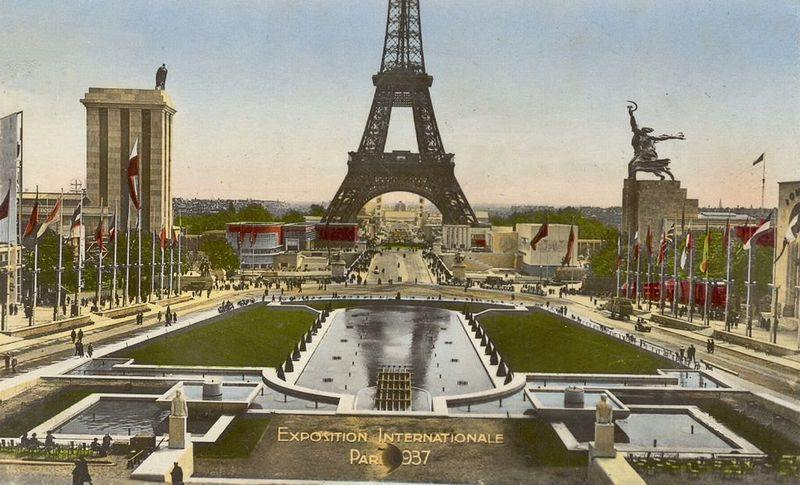
Всемирная выставка 1937 года — Панорама
Роман Таваст награждён бронзовой медалью в номинации: демонстрация прикладного искусства в металле

После окончания гимназии начал самостоятельную производственную деятельность в 1920 году, которая успешно развивалась в период с 1921 по 1941 год, основав в 1923 году предприятие «VMT Roman Tavast» (эст. Väärismetallasjade ja Märkide Tehas Roman Tavast — полное название; рус. «Завод драгоценных металлоизделий и знаков Романа Таваста») для производства орденов, медалей и нагрудных знаков.
В довоенной Эстонии предприятие Таваста занимало одно из наиболее уважаемых мест в этой сфере бизнеса. К 1940 году на фирме работало уже 68 работников, и к этому времени было изготовлено более 8000 изделий: знаки для выпускников школ и гимназий, знаки отличия для вооружённых сил, полиции, пожарных, для «Союза обороны Эстонии» (эст. Kaitseliit, транскр. Кайтселийт), на базе которого в 1918−1919 году формировалась Эстонская армия, и прочих организаций, а также выполнялись специальные государственные заказы.
Фирма сотрудничает с лучшими эстонскими художниками-графиками: Гюнтером Рейндорфом (эст. Günther-Friedrich Reindorff; англ. Günther-Friedrich Reindorff), Паулем Лухтейном (эст. Paul Luhtein), Вольдемаром Мелликом (эст. Voldemar Mellik), и многими другими художниками.
Достигнув высокого художественного уровня производства изделий Таваст для увеличения масштабов производства перемещает свою основную деятельность из творческой в организационную, оставаясь при этом в центре внимания творческо-производственной деятельности компании. Благодаря таланту, творца, организаторским и конструктивно-техническим способностям, а также энтузиазму Роман Таваст смог подняться из низших слоёв до социально успешных.
Одной из причин успеха компании были квалифицированные специалисты, а также умение руководства компании поддерживать рентабельность производства на основе оптимального соотношения между совокупным предложением и совокупным спросом на рынке как за рубежом, так и внутри страны.
Успеху компании Таваста также способствовали хорошие отношения с работниками, некоторые из них стали его партнёрами, с которыми он вместе успешно выступал на соревнованиях по парусному спорту как на домашних, так и на международных соревнованиях, завоёвывая призы, заодно продвигая бренд компании, что также способствовало достижению международной известности.

## Награды
Настоящее международное признание и награда к Роману Тавасту пришли на Всемирной выставке в Париже в 1937 году. Роман Таваст был награждён бронзовой медалью за коллекцию, номинированной в категории: демонстрация прикладного искусства в металле.

## Арест и депортация

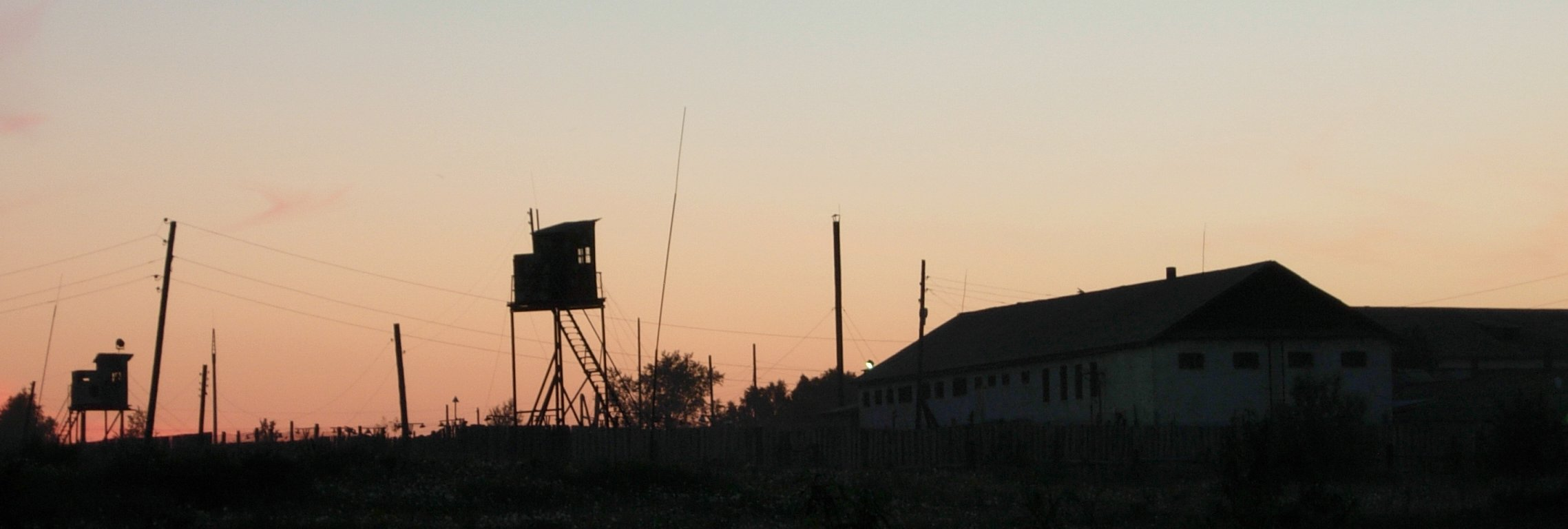
Северо-Уральский ИТЛ в посёлке Сосьва, Североуральском районе Свердловской области
3 августа 1942 года Роман Таваст был расстрелян

В июне 1941 года Роман Таваст был арестован и сослан на север Коми АССР в исправительно-трудовые лагеря ГУЛага — Воркутлаг (Воркутинский исправительно-трудовой лагерь) и 3 августа 1942 года был расстрелян в Северо-Уральском ИТЛ (Севураллаг) — исправительно-трудовом лагере ГУЛага, находившемся в посёлке Сосьва в Североуральском районе Свердловской области.
Некоторые авторы, рассказывая об этапе жизни Романа Таваста, касающейся депортации, упоминают Сибирь как территорию депортации. При этом Сибирь упоминается в качестве устойчивого клише, которое выработалось для обозначения отдалённых мест, куда направлялись провинившиеся люди. Что касается конкретного места ссылки Романа Таваста, то он был сослан в Воркутинский исправительно-трудовой лагерь, управление которого находилось в г. Воркуте. Воркута — это районы Крайнего Севера Полярного Урала и никакого отношения к Сибири не имеют.

## Предприятие

### История

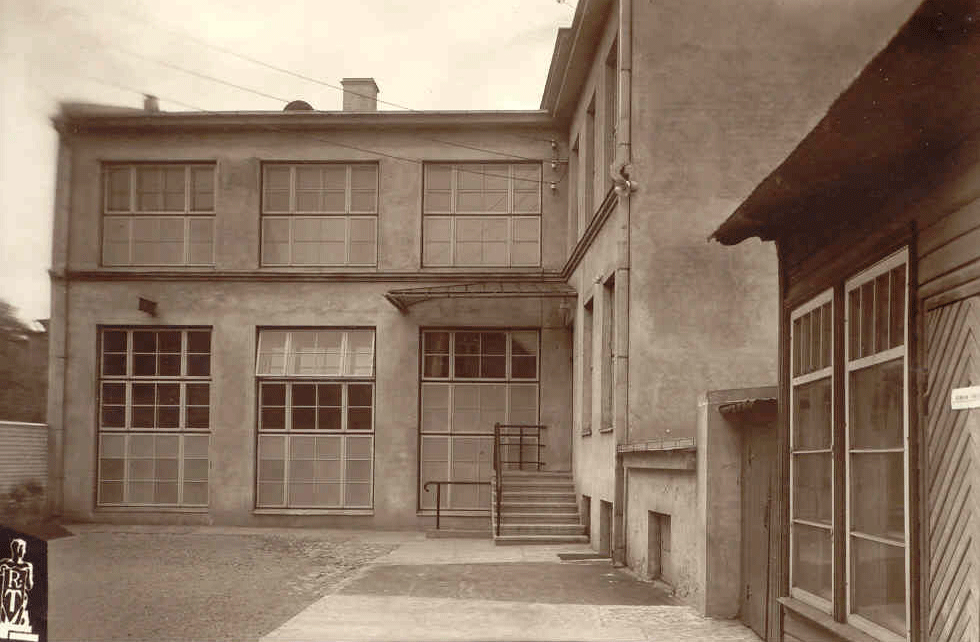
Предприятие «VMT Roman Tavast»
Здание предприятия в середине 1930-х

К началу 1920 годов в Эстонии сформировался спектр новых организаций, различных обществ, ассоциаций и школ, которые нуждались не только в различных знаках, но прежде всего и в разработках высоко-художественного индивидуального фирменного стиля. В то время в Таллине существовал ряд мелких мастерских, в которых изготавливались знаки под вывеской таких владельцев как Х.Киивер, Р.Реккор, О.Каттенберг. Кроме того, в Вильянди существовала мастерская Антона Сууркаська ещё с царских времён до 1918 года, в которой изготавливались медали. Однако мощностей этих мастерских было недостаточно и многим фирмам приходилось размещать заказы за границей.
Роман Таваст начинает производственную деятельность с того, что сначала приобретает рабочий стол в начале 1920 года, затем в 1921 году пресс для чеканки ленты из рулона, а уже в 1923 году в возрасте 28 лет Роман Таваст открывает собственную компанию «VMT Roman Tavast» по изготовлению знаков отличий, нагрудных знаков, медалей, орденов и других наград.
Фабрика успешно развивалась и отметила десятилетие публикацией в прессе в декабре 1933 года и 15-летие — в декабре 1938 года обширной обзорной статьёй. В честь этой годовщины компания установила в Таллине памятную доску на собственном здании (Пярну маантеэ 20), строительство которого уже к 1937 году было завершено.

#### Национализация
Сразу после установления Советской власти в Эстонии летом 1940 года ювелирная фирма Романа Таваста и его жилой дом с магазином подверглись национализации. Новым директором был назначен Карл Йохансон. Роман Таваст продолжал работать на фирме в качестве технического директора до Июньской депортации 1941 года.
Постановлением Совета народных комиссаров Эстонской ССР от 11 февраля 1941 года предприятие было переименовано и продолжило свою деятельность под названием: «Metallmärk» (рус. «Металлический знак»). Во время немецкой оккупации фабрика работала под прежним названием: «VMT Roman Tavast». После восстановления Советской власти в 1944 году название завода снова заменяется на «Metallmärk», а в 1950 году переименовывается в Таллинскую Ювелирную фабрику (эст. Tallinna Juveelivabrik). Созданная на базе предприятия «Metallmärk» Таллинская ювелирная фабрика являлась в СССР одной из крупнейших фабрик по производству серебра, столовых приборов из серебра и ювелирики.

#### Реституция
В 1993 году фабрика была возвращена наследникам и в 1994 году происходит процесс приватизации компании на основе эстонско-норвежского частного капитала обществом с ограниченной ответственностью. Сын Романа Таваста — Рауль-Роман Таваст становится в то время одним из членов Совета директоров Таллиннского ювелирного завода — «Juveel OÜ», являющегося сегодня единственным производителем приборов из столового серебра в Балтийских странах и крупнейшим производителем ювелирных изделий в Эстонии.
Завод продолжает традиционный экспорт в страны Восточной и Западной Европы. На сегодняшний день семейным предприятием «Roman Tavast OÜ», руководит сын Рауля-Романа Таваста — Арви Таваст, являясь членом Совета директоров предприятия. Таким образом в настоящее время часть завода возвращена и принадлежит наследникам Романа Таваста и на основе реституции восстановлено прежнее имя компании. Оставшаяся часть принадлежит фирме «Juveel OÜ».

### Помещения

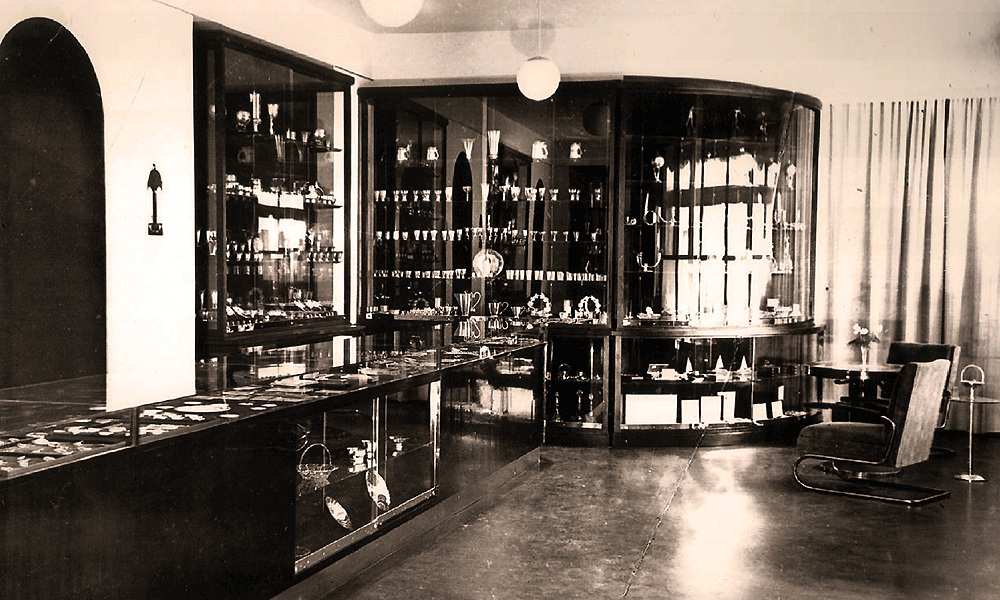
Предприятие «VMT Roman Tavast»
Флагманский магазин в Таллине, 1938 год.

Первоначально мастерская «VMT Roman Tavast» располагалась на улице Кунинга (эст. Kuninga tänav). Мастерская имела только одно помещение, в котором размещалось и производство, и принимались заказы.
- В 1925 году мастерская «VMT Roman Tavast» переезжает в помещение, которое располагалось на улице Вяйке Роозикрантси 3 (эст. Väike-Roosikrantsi tänav 3) и, в котором уже была отдельная комната для приёма заказов, комната для выполнения работ по эмали и более просторный цех для выполнения работ по изготовлению ювелирных изделий. В подвале был установлен кривошипный пресс[11].
- В 1931 году компания «VMT Roman Tavast» переезжает в построенный компанией дом на улице Вяйке Роозикрантси 6 (эст. Väike-Roosikrantsi tänav 6), ныне — улица Пярну маантеэ 20 (эст. Pärnu maantee 20). Сначала было выстроено двухэтажное каменное здание с центральным отоплением. Помещения были до пяти метров высотой и оснащены воздухофильтрами. В связи с переездом в новое здание Роман Таваст записывает своему предприятию род деятельности «Завод драгоценных металлоизделий и знаков» (эст. Väärismetallasjade ja Märkide Tehas)[11].
- В 1935 году в промышленном здании было достроено ещё три этажа, которые были предусмотрены в проекте с самого начала[11].
- В 1938 году в здании был также установлен лифт и в этом же году в этом же здании Роман Таваст открывает свой фирменный магазин[11]. Магазин с установленными стеклянными витринами в обрамлении из дуба и покрытый палисандром, в то время был одним из самых современных. Образцы товаров выставлялись в рекламных витринах магазина, в магазине также выдавались и выполненные заказы. Кроме того, компания имела также и другие рекламные витрины[11]. Одна из них была расположена на углу улиц Виру (эст. Viru tänav) и Вене (эст. Vene tänav), а вторая на улице Харью (эст. Harju tänav)[11].

### Оборудование и технология

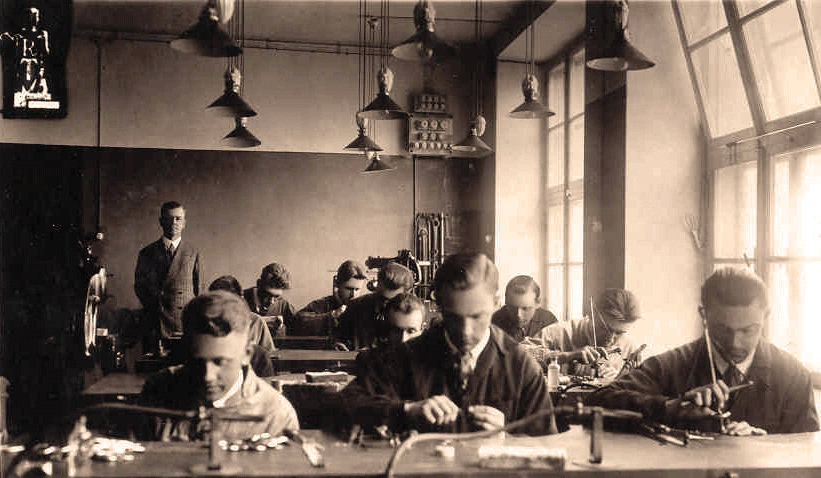
Предприятие «VMT Roman Tavast»
Участок ювелирного производства в конце 1930-х

Техническое оснащение компании в 1920—1930 годах шло ускоренными темпами.
- В 1924 году был приобретен первый пресс.
- В 1931 году их было уже десять.
- В 1925 году был приобретен первый электродвигатель.
- В 1935 году их был уже сорок.
- в 1938 году участок гравировки оснащен почти полностью новым оборудованием. С помощью приобретённого нового устройства гравировки можно было закруглять углы объектов. Существовал также современный копировальный станок рельефной гравировки, на который можно было установить шаблон изделия с 10-кратным увеличением, что позволяло увеличить класс точности выполняемой работы.
- В 1940 году в компании в общей сложности работало 68 человек[15].

Технология производства знаков, орденов, медалей и ювелирных изделий (ювелирики) не могла существовать без специального оборудования: устройств, инструментов, аппаратуры, механизмов; без изготовления большой номенклатуры технологической оснастки и инструмента, что требовало соответственно большого объёма подготовительных работ и высококвалифицированных специалистов. Можно сказать: предприятие Романа Таваста обладала лучшими на то время основными производственными средствами, лучшими специалистами и была одной из крупных компаний в Эстонии с высокой культурой производства.

### Производственные участки
Производство включало следующие участки:
- Участок прокатки
- Участок механической обработки
- Участок штамповки
- Участок гальваники
- Участок нанесения эмали
- Участок тестирования эмали
- Участок окончательного полирования
- Участок производства ювелирных изделий

Роман Таваст осуществлял и техническое и художественное руководство компанией. В первые дни существования компании он выполнял чертежи продукции и затем сам реализовывал свои идеи в металле и решал какие из проектов являются приемлемыми и только затем отправлял их в производство. Его офис был непосредственно на заводе, также как и у художника Эдуарда Ярва (эст. Eduard Järv), который ранее работал в Пыльтсамааской гимназии, однако в 1937—1938 годы по приглашению Романа Таваста был направлен для разработки эскизов символики для знаков. Эдуард Ярв также позже выполнил несколько проектов и для таможенной службы.

### Персонал

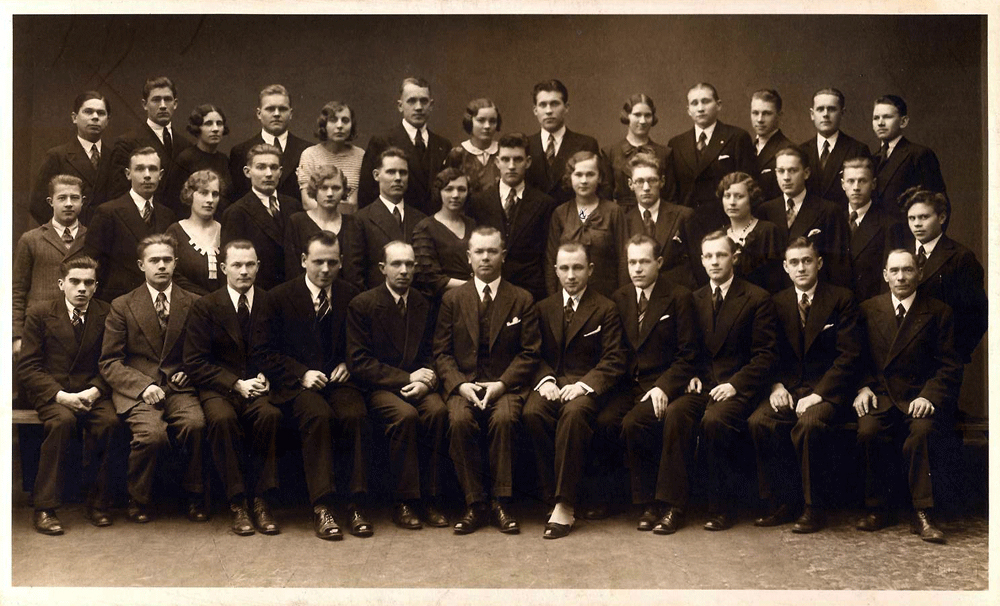
Сотрудники предприятия Романа Таваста в 1933

В 1920-е годы на предприятии Романа Таваста проходили обучение также и опытные ювелиры, такие как главный мастер Карл Раадик (эст. Karl Raadik), ремесленник Эльмар Кала (эст. Elmar Kala) и гравёр Оскар Отс (эст. Oskar Ots). В это время постоянно работало 6 ювелиров: Эльмар Рёдинг (эст. Elmar Rööding), Йоханес Яаал (эст. Johannes Jaal), Карл Тальвис (эст. Karl Talvis), Юлиус Никола (эст. Julius Nikola), Антс Арро (эст. Ants Arro) и Эльмар Тепп (эст. Elmar Tepp). В дополнении к ним работал ювелир Йоханес Клеюс (эст. Johannes Klejus), специализирующийся по знакам и другие.
Превосходным мастером своего дела был гравёр Карл Вахи (эст. Karl Vahi), получивший степень магистра в 1937 году. Высочайшим специалистом по эмали был Хейнрих Хунт (эст. Heinrich Hunt), работавший на предприятии с 1926 года. Он возглавлял работу участок|участка эмалирования и одновременно преподавал, выпуская эмалировщиков, из которых наиболее талантливыми считались Анетт Кубу (эст. Anette Kubu) и Мария Суйтслеппа (эст. Maria Suitsleppa).
Начиная с 1935 года помощником Хейнриха Хунта (эст. Heinrich Hunt) по производству становится Константин Рятсник (эст. Konstantin Rätsnik). Мастером по пресс-формам и штамповой оснастке был Рудольф Мислер (эст. Rudolf Misler) и профилегибочным работам — Лембит Мяэотс (эст. Lembit Mäeots). Роман Таваст требовал от своих сотрудников чрезвычайно точной и достойной работы, не торопил, а давал время на выполнение заказа. Чертежи, которые разрабатывались, должны быть безупречными. Участки несли ответственность за работу мастеров.

### Положение на рынке
Предприятие Романа Таваста — уникальная компания того времени, чья продукция высоко ценилась за её пределами. Хороший эстетический эстетический вкус, чувство художественного стиля и высокий уровень производства — это те составляющие характеристики товара, которые сформировали высокие показатели качества, и как следствие определили высокую конкурентоспособность товара, что способствовало вытеснению импортируемых товаров на внутреннем рынке и открытию рынка для экспорта продукции. Конкурентная позиция фирмы на внешнем рынке стала высокой и заказы стали приходить из соседних стран — Латвии и Литвы. В то время в Литве не было фирм, производящих знаки и ордена, поэтому заказы на государственные награды приходилось размещать в Швеции и хотя в Латвии существовали местные фирмы, тем не менее доминирующей компании в этой стране так и не родилось.

## Изделия

### Художественно-высокий уровень
Культурные корни специалистов предприятия «VMT Roman Tavast» связаны с городом Санкт-Петербург, в котором кроме Гюнтера Рейндорфа (эст. Günther Reindorff, англ. Günther Reindorff) получили образование Пеэт Арен (эст. Peet Aren) и Эдуард Ярв (эст. Eduard Järv), что способствовало дальнейшему успешному развитию фабрики. Опираясь на эту образовательную и профессиональную базу фабрика Таваста получила право от государства на выполнение самых сложных художественных заказов, таких как спортивные, государственные и представительские награды. Продукция предприятия художественно и технически соответствовала высочайшим стандартам, особенно это касалось производства украшений.
В это время на заводе изготавливаются известные украшения:
- Орден Белой звезды — художник-график Пауль Лухтейн (эст. Paul Luhtein[эст.])
- Орден Эстонского Красного Креста;
- Орден Орлиного креста;
- Орден Белого креста Союза Обороны;
- Орден Епископа Платона (эст. Piiskop Platon);
- Спортивные награды для Эстонского Союза Стрелков (эст. Eesti Laskurliit[эст.]);
- Знаки для Таллинского Яхтклуба (эст. Tallinna Jahtklubi märgid);
- Знаки для Пожарной команды «За усердие» (эст. Tuletõrje hoolsus märgid);
- Знаки для Бойскаутов и Орлят (эст. Skaudi- ja Noorkotka märgid) — дизайнер Эдуард Кана (эст. Eduard Kana);
- Медаль Эстонская книга 400 лет (эст. Eesti Raamat 400) — дизайнер Ферди Саннамеес (эст. Ferdi Sannamees);
- Медаль Тартуский Университет 300 лет (эст. Tartu ülikool 300) — дизайнер Вольдемар Мелик (эст. Voldemar Mellik);
- Медаль Военно-морского фонда (эст. Allveelaevastiku Sihtkapital) — художник-график Пауль Лухтейн (эст. Paul Luhtein[эст.]);
- и другие изделия, выполненные на фабрике самим Тавастом, содержащие ту же символику, что и на значке Ассоциации Резерва Военной Помощи (эст. Reserv-sõjaväelaste Abiandmise Ühingu)[11].

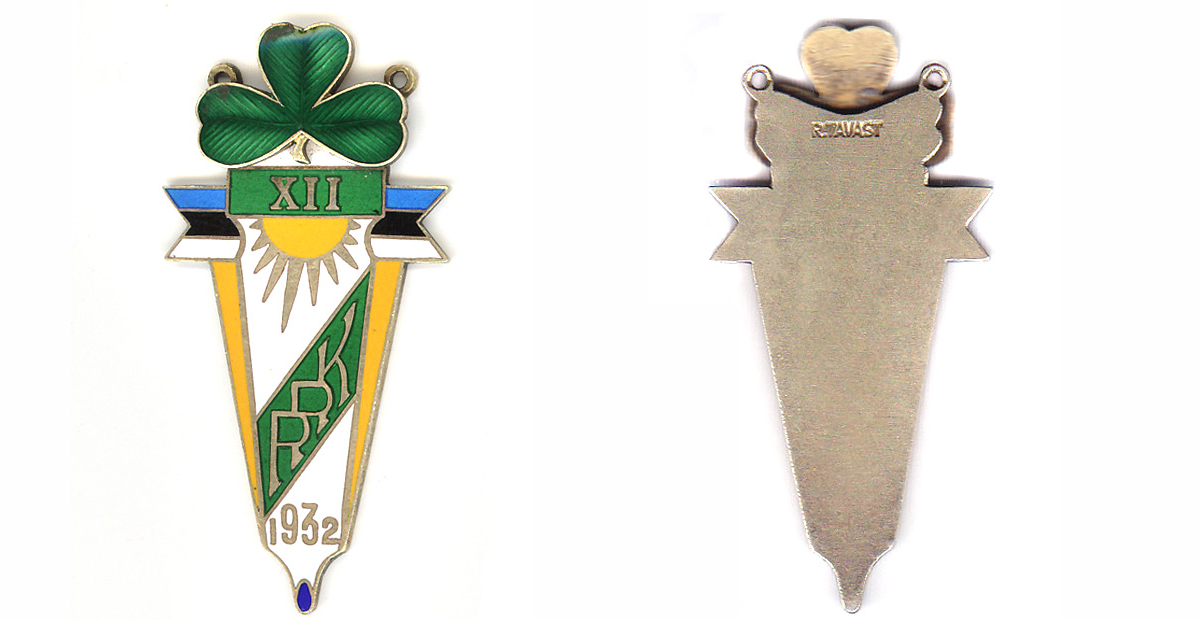
Маркировка на нагрудных знаках учебных заведений
Штамповкой на обратной стороне знака выдавливалась запись из букв «R.Tavast»

Символика и значки Таваста приобретают достаточно высокий уровень оформления. В то время Государственная школа индустриальных и изящных искусств (в наст.время Эстонская академия художеств) не оправдывала свои претензии в подготовке специалистов на соответствующем для компании уровне. Тем не менее неоспоримые достижения школы заключались в области разработки дизайна орнамента и шрифта, в частности, конечно, благодаря Гюнтеру Рейндорфу, как очень талантливому художнику и его конструкторским разработкам в этой школе.

### Маркировка
Маркировка изделий завода Романа Таваста выполнялась в основном в виде записи из букв «ROMAN TAVAST TALLINN» прямоугольной формы. В 1920-е годы применялась запись в виде трапеции. Мелкие изделия из серебра, в частности ювелирные изделия, помечались инициалами «RТ» в виде небольшого квадрата. На нагрудных знаках с винтовым креплением маркировка выдавливалась штамповкой на гайке в виде надписи по окружности: вверху — «ROMAN TAVAST», внизу — «TALLINN». На нагрудных знаках учебных заведений штамповкой выдавливалась запись из букв «R.Tavast».

## Коллекции
Нагрудные знаки выпускников учебных заведений относятся к объектам коллекционирования.
В настоящее время известны две крупные коллекции работ Романа Таваста, выполненных для выпускников учебных заведений Эстонии, действующих в период с 1920 по 1940 год — коллекция фирмы «Roman Tavast OÜ» и коллекция из частного собрания.
- Коллекция фирмы «Roman Tavast OÜ» — обширное собрание изделий, состоящее преимущественно из колец и включающее 60 колец и 7 нагрудных знаков[29].
- Коллекция из частного собрания — ёмкая и значительная коллекция, состоящая исключительно из знаков и включающая 167 нагрудных знаков[26].

## Культурная ценность

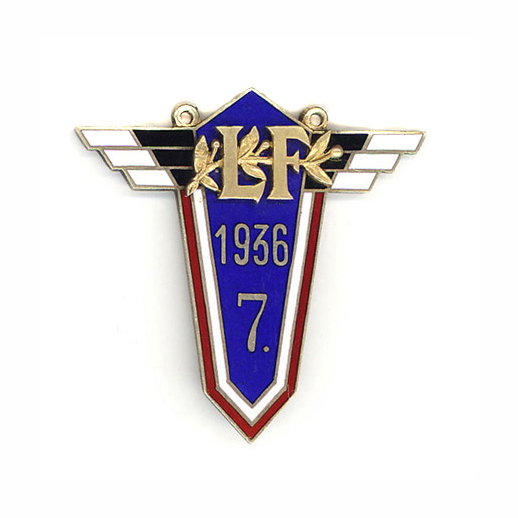
Знак Таллинского французского лицея

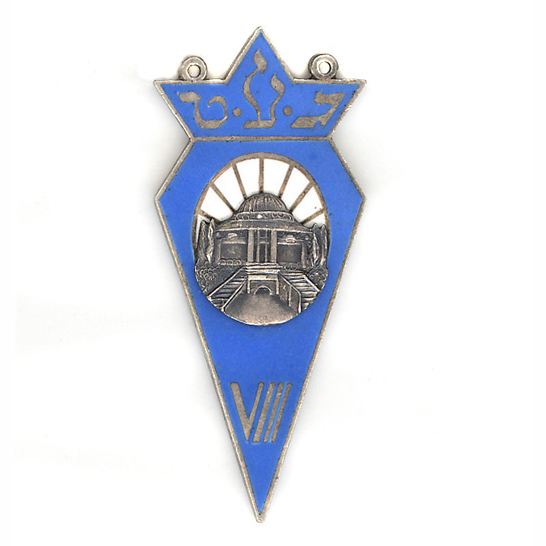
Знак Таллинской еврейской школы

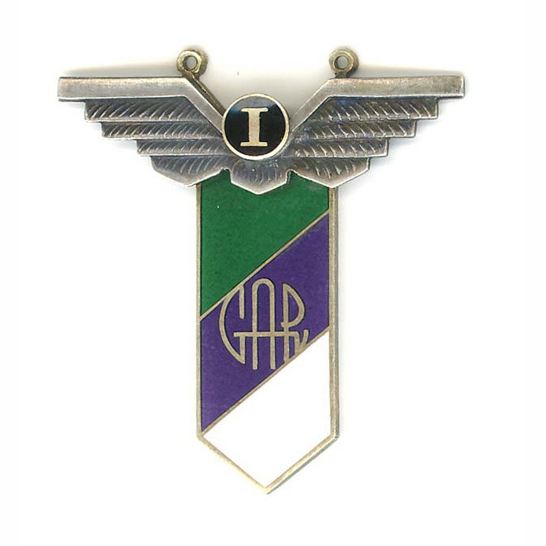
Знак № 1 Гимназии Густава II Адольфа

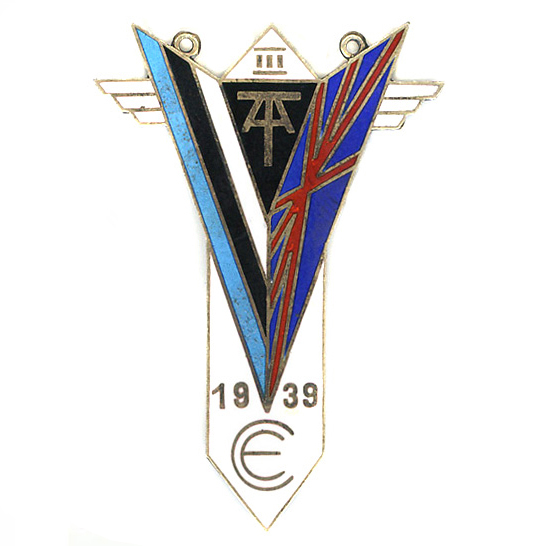
Знак Таллинской английской школы

Истоки школьного образования в Эстонии берут своё начало с первых монастырских и соборных школ, которые появились в XIII—XIV веках. Первый букварь на эстонском языке был издан в 1575 году. Старейшим университетом Эстонии является Тартуский университет, основанный шведским королём Густавом II Адольфом в 1632 году. В 1919 году университетские курсы впервые начали читаться на эстонском языке.
Культурологическое значение коллекций знаков состоит в том, что они представляют не только национальные учебные заведения, но также школы, лицеи, гимназии Швеции, Дании, Германии, Англии, Франции и России, действовавших в Эстонии. Это способствует изучению истории образования в Эстонии и сохранению памяти о наследии и влиянии культуры стран Западной Европы на развитие эстонской культуры XX века, начиная с XVII века.
Некоторые учебные заведения того периода времени продолжают вести образовательную деятельность в Эстонии и в настоящее время:
- Гимназия Густава II Адольфа — старейшая из ныне действующих в Эстонии общеобразовательных школ. Основана 16 февраля 1631 года[32].
- Таллинский французский лицей — одно из старейших учебных заведений в Эстонии. Лицей основан 1 августа 1921 года[33].
- Таллинская еврейская школа — одна из старейших национальных школ в Эстонии. Основана 3 февраля 1924 года[34].
- Таллинский английский колледж (эст. Tallinna Inglise Kolledž) — общеобразовательная школа в Таллине. Основана в 1940 году[35].

В этой связи стоит отметить Гимназию Густава II Адольфа и нагрудный знак гимназии под номером 1, выпущенный в период Первой Эстонской Республики (1920—1940). Гимназия, основанная в 1631 году шведским королём Густавом II Адольфом, является одной из старейших в Европе. Это были времена, когда эстоноземельцы находились под протекторатом шведского короля, когда ещё не произошли исторические события Северной войны и не образовалась Эстляндская губерния (эст. Eestimaa kubermang), вошедшая в состав Прибалтийского края Российской империи.
На протяжении веков гимназия выжила как учебное заведение вне зависимости от потрясения в политической и социальной жизни Эстонии. Смена политических режимов влияли на учебную программу и язык, но ни войны, ни революции не вынудили школу закрыть двери даже временно.

## Историческая ценность
История знаков учебных заведений неразрывно связана и определяется событиями 1940-х годов, присоединением Прибалтики к СССР в 1940 году с изменением и установлением нового политического режима в соответствии с Общественным устройством СССР по Конституции 1936 года.
Вхождение Эстонской Советской Социалистической Республики в состав Советского Союза сопровождалось запретом государственных символов. В советское время Флаг, Герб и Гимн Эстонии были запрещены.
31 октября 1940 года Указом Президиума Верховного Совета Эстонской ССР «Об утверждении изображения государственного флага Эстонской Советской Социалистической Республики» (эст. «Eesti Nõukogude Sotsialistliku Vabariigi riigilipu kuju kinnitamise kohta») в соответствии с описанием в Конституции Эстонской ССР было установлено изображение флага Эстонской ССР и в этот же день, 31 октября, официально запрещено использование «буржуазных символов» — Герба Эстонии со львами и сине-чёрно-белого Флага Эстонии.
Обладание или хранение вещей, на которых присутствовали изображения с подобной «буржуазной символикой», приравнивались к идеологической диверсии. В подобном случае могли иметь место серьёзные последствия. За исполнение Гимна Эстонии или за хранение Флага Эстонии владельца могло ждать уголовное наказание вплоть до репрессий. Поэтому из-за угрозы наказания население Эстонии было вынуждено избавляться от подобных предметов. Многие медали и знаки для выпускников учебных заведений и других организаций также не избежали исчезновения из семейных, частных и государственных коллекция|коллекций, ибо на многих из них имелась подобная символика.
Описывается случай, когда группа учащихся Вильяндиской средней школы № 2 (эст. Viljandi 2. Keskkool 1944–1962) была обвинена в нарушении приказа Министра образования ЭССР 1-258 от 11.02.1948, который запрещал ученикам заказывать или носить значки без соответствующего разрешения. Значки, из-за которых пострадали учащиеся гимназии, включали изображения национального флага. Решением Военного трибунала по военным преступлениям от 10 июня 1949 года школьникам был вынесен приговор, в результате которого они получили разные сроки заключения от 10 до 25 лет с последующей высылкой в Сибирь. Позднее были осуждены ещё и другие учащиеся сроком на 10 лет. Из всех высланных школьников в Сибири погибли двое, остальные вернулись в Эстонию в течение 1955—1958 годов.
Жёсткие меры, принятые советскими властями, объясняют ситуацию, при которой знаки образовательных учреждений с государственными символами времён Первой Эстонской Республики (1920—1940) практически не сохранились ни у населения, ни в музеях Эстонии, в том числе не сохранились и на ювелирной фирме «Metallmärk» — правопреемнице предприятия «VMT Roman Tavast», и в последующие годы при Советской власти на Таллинском ювелирном заводе. Самой представительной по объёму коллекцией знаков Романа Таваста, является коллекция нагрудных знаков из частного собрания, состоящая из 167 предметов, выполненных для образовательных учреждений, в которой хранятся в том числе и знаки с символикой Герба Эстонии со львами и сине-чёрно-белого Флага Эстонии.
История знаков учебных заведений неразрывно связана со сталинскими репрессиями: Июньской депортацией 1941 года и Большой мартовской депортацией 1949 года коренного народа, которые имели место в Эстонии.
Июньский переворот 1940 года в Эстонии сопровождался национализацией и экспроприацией частной собственности, расстрелами и депортациями тысяч эстонцев в Республику Коми, в Кировскую область и Казахстан.
И национализация, и экспроприация, и депортация, и расстрел — всё это случилось в жизни Романа Таваста.
Историческая ценность коллекций состоит в том, что благодаря им была сохранена значительная часть знаков, которая могла исчезнуть, не пережив событий истории.

## Раритетная ценность

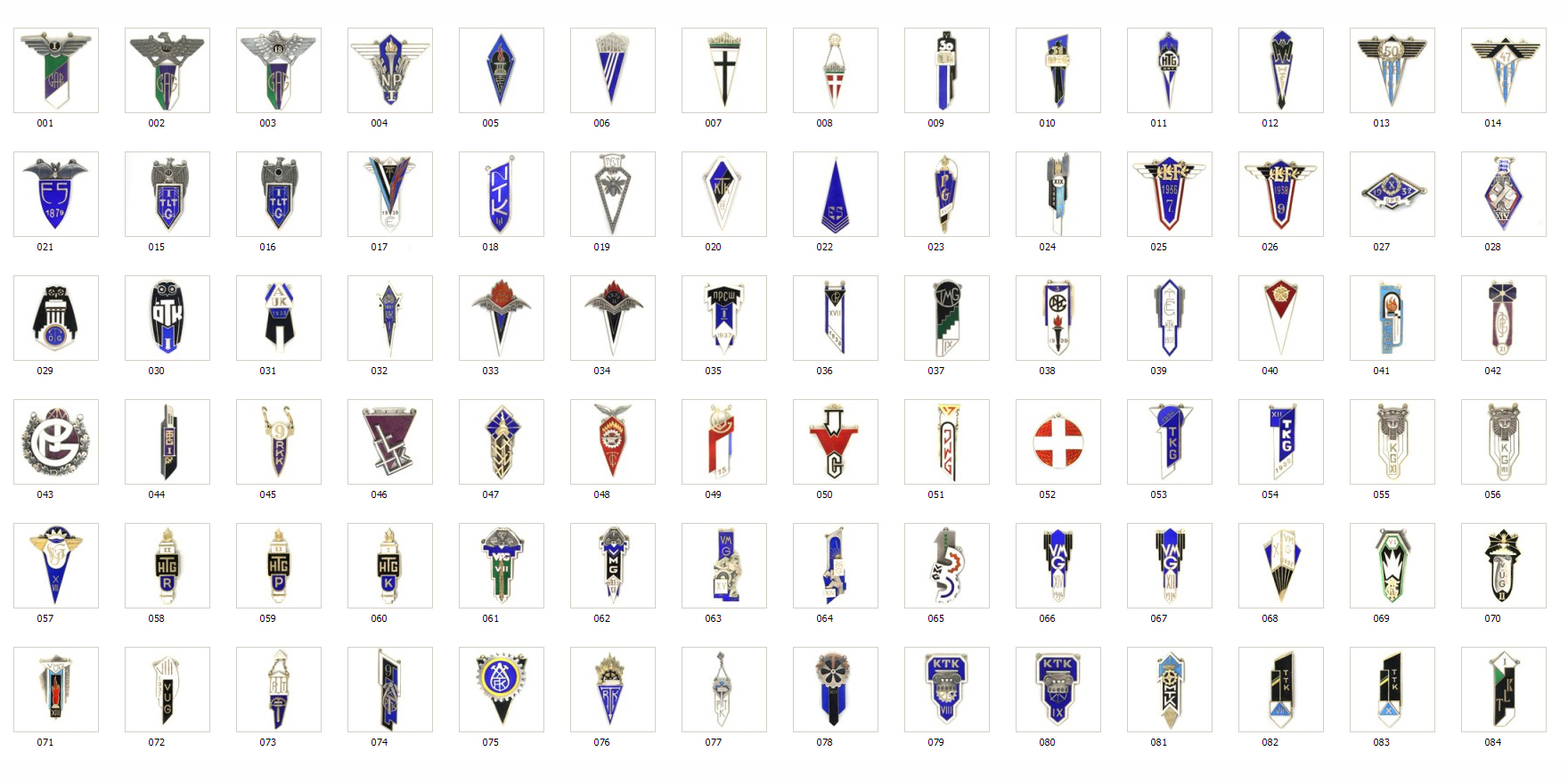
Нагрудные знаки выпускников учебных заведений, действовавших в довоенной Эстонии (1921—1941)
Из Коллекции частного собрания. Знаки 001—084.

Поскольку ценность раритета зависит от степени его редкости, то раритетная ценность нагрудных знаков определялась в момент появления их на свет.
С одной стороны, нагрудные знаки изготавливались малыми партиями, каждая из которых состояла из нескольких экземпляров, предназначавшихся для небольшой группы учащихся.
При этом индивидуальность каждой партии знаков (среди всех ранее выпущенных знаков учебного заведения) была связана с годом и номером выпуска конкретной группы, что художественным образом было отражено на знаке. Это обстоятельство позволяло с момента выхода в свет нагрудного знака, являвшегося предметом коллекционирования, причислить его либо к категории «Раритет мирового класса», либо к категории «Раритет международного класса», поскольку редкость знака была изначально обусловлена малым количеством изготовленных экземпляров, которое соответствовало всего лишь количеству учащихся в группе.
Тем не менее, среди раритетных знаков имеются также и уникальные знаки, уникальность которых определяется наличием одного из следующих признаков:
- оттиск личного штампа художника «R.TAVAST» на обратной стороне знака;
- имя выпускника учебного заведения владельца знака, выгравированное на обратной стороне знака;
- брак, образовавшийся, например, при выполнении гравировки надписи владельца на обратной стороне знака.

С другой стороны, нагрудные знаки изготавливались индивидуально для каждого выпускника учебного заведения. В этом случае на знаке присутствовал персональный номер выпускника, выполненный в едином со знаком стилевом решении (например, нагрудный знак Гимназии Густава II Адольфа). Это обстоятельство позволяет отнести эти нагрудные знаки к категории: уник.
Каждый из нагрудных знаков, имеющийся в частном собрании и в коллекции фирмы «Roman Tavast OÜ», в настоящее время существует в единственном экземпляре. В соответствии с градацией по степени редкости раритетов все знаки в коллекциях являются уникумами, что означает самую высокую раритетную ценность.

## Антикварная оценка

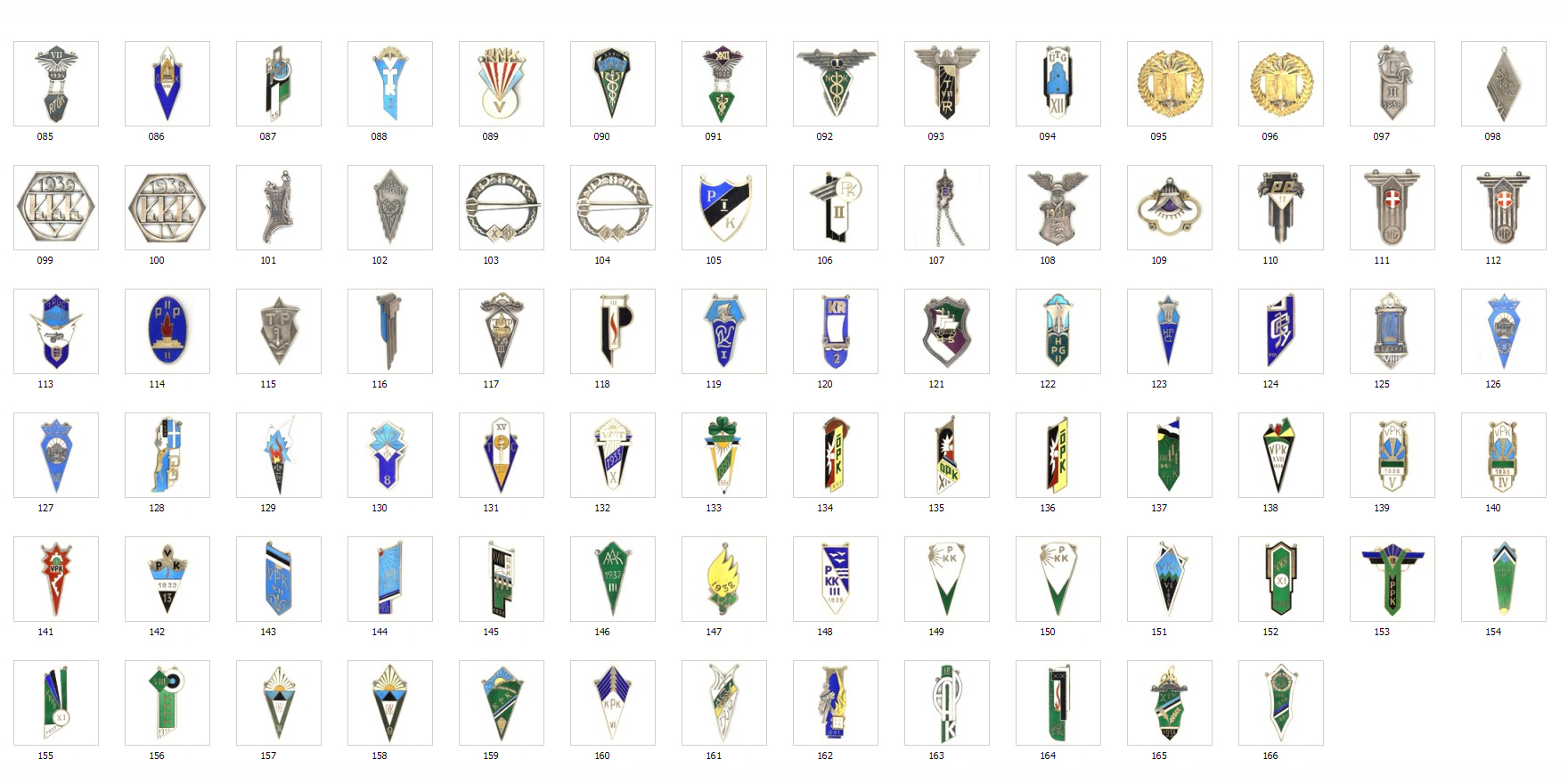
Нагрудные знаки выпускников учебных заведений, действовавших в довоенной Эстонии (1921—1941)
Из Коллекции частного собрания. Знаки 085—166.

Нагрудные знаки выпускников учебных заведений Эстонии, выполненные в первой половине XX века, в настоящее время наряду с художественной ценностью и международным признанием творчества художника, приобрели культурную, историческую и раритетную ценность и стали соответствовать всем признакам антиквариата.
- Возраст. Удовлетворяются требования по минимальному возрасту предмета в 60 лет, установленные большинством стран[прим 9].
- Раритетность. Удовлетворяются требования — в коллекциях присутствуют нагрудные знаки, известные в настоящее время в единственном экземпляре.
- Несерийность. Удовлетворяются требования — знаки выпускались для определённого года выпуска и небольшой группы учащихся учебного заведения.
- Связанность с исторической эпохой или с историческими событиями. Удовлетворяются требования — присутствует непосредственная связь.
- Невозможность воспроизводства в данное время. Удовлетворяются требования — воспроизводство аналогов отсутствует[прим 10][7].
- Художественная/историческая/культурная ценность. Удовлетворяются требования — присутствует и художественная, и историческая, и культурная ценность.
- Материальная ценность. Удовлетворяются требования — ценные материалы, применявшиеся при изготовлении знаков: эмаль, бронза, серебро, золото.

## Экспонирование

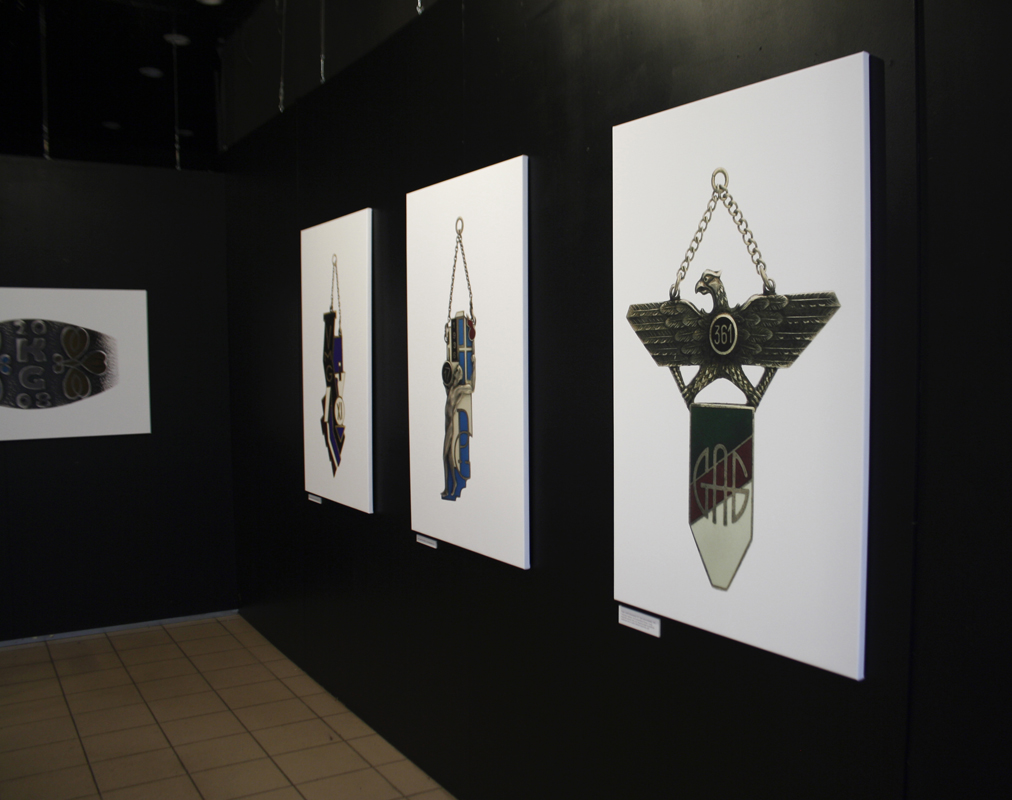
Выставка: «Школьная символика и знаки»

### Выставка: «Ювелирной фирме Романа Таваста — 90 — Юбилейная выставка»
- Официальное название выставки: эст. «Roman Tavasti kullassepafirma 90. aastapäeva näitus»[44].
- Время проведения: 20 ноября 2013 — 12 января 2014
- Место проведения: Концертный зал «Nokia», Таллин (эст. Nokia Kontserdimaja, Tallinn)[45].
- Дополнительная информация: Выставка посвящена 90-летию фирмы Романа Таваста. Кроме знаков учебных заведений представлен широкий выбор золотых украшений и предметов быта, произведённые ювелирной фирмой Романа Таваста на протяжении различных эпох, а также представлена фотогалерея[46].

### Выставка: «Школьные знаки ювелирной фирмы Романа Таваста 1923—2010»
- Официальное название выставки: эст. «Roman Tavasti juveelifirma koolimärgid 1923—2010»[47]
- Время проведения: 20 мая — 31 августа 2011
- Место проведения Посольство Эстонии, Хельсинки[48][49].
- Дополнительная информация: Выставка предоставляет финский общественности возможность посетить экспозицию школьных знаков, которые были произведены ювелирной компанией Романа Таваста в период первой Эстонской республики[50].

### Выставка: «Школьная символика и знаки»
- Официальное название выставки: эст. «Klassi märk — kooli sümbol»[51].
- Время проведения: 1 февраля — 28 февраля 2011
- Место проведения: Таллинская художественная галерея (эст. Tallinna arhitektuuri- ja disainigalerii)
- Дополнительная информация: Выставка знакомит жителей и гостей Таллина со символикой учебных заведений Эстонии и знаками, выполненных ювелирной компанией Романа Таваста с 1923 по 1940 год[51]

### Выставка: «Парижской Международной выставке 1937 года — 70 лет»
- Официальное название выставки: англ. «70 Years from the Paris World Exhibition 1937»[1]
- Время проведения: 7 июля — 7 октября 2007
- Место проведения: Музей Адамсона—Эрика (англ. Adamson-Eric Museum), Таллин[1]
- Дополнительная информация: Выставка знакомит с успешным выступлением эстонского сообщества художников, существовавшего перед Второй Мировой войной, на крупной международной выставке в Париже, темой которой было «Искусство и Технология в Современной Жизни» (фр. Arts et Techniques dans la Vie moderne)[1].

### Выставка: «Заводу металлоизделий и знаков „Roman Tavast OÜ“ и „OÜ Juveel“ — 80 лет»
- Официальное название выставки: эст. «80. aastapäeva Väärismetallasjade ja Märkide Tehas Roman Tavast OÜ ning OÜ Juveel»[16][23].
- Время проведения: 21 апреля — 21 мая 2004
- Место проведения: Эстонская национальная библиотека, Таллин (эст. Eesti Rahvusraamatukogu, Tallinn) [13]
- Дополнительная информация: Выставка уникальных экспонатов эстонского художника и ювелира Романа Таваста (1895—1942), посвящённая 80-летию ювелирного дела в Эстонии.

### Международная выставка 1937 года
- Официальное название выставки: фр. «Arts et Techniques dans la Vie moderne»
- Время проведения: 25 мая — 25 ноября 1937
- Место проведения: Париж, Франция
- Дополнительная информация: Девиз выставки — рус. «Искусство и техника в современной жизни». Роман Таваст представил коллекцию в номинации: «демонстрация прикладного искусства в металле».

## Аукционы
- В России:

numismat.ru — Аукцион № 78. Лот № 390 Знак Балтийского полка, № 136. оценка: 160 000—180 000 RUR 

numismat.ru — Аукцион № 75. Лот № 393 Знак депутата Верховного Совета Эстонской ССР, оценка: 45 000-55 000 RUR, итоговая цена: 85 000 RUR
- В США:

ebay.com — Роман Таваст: ордена, медали, нагрудные знаки на eBay.com.
- В Эстонии:

coins.ee — Медаль Доктор Людвиг Пуусепп — 60 лет оценка: 225 EUR

coins.ee — Памятный жетон Дни Кайтселиита — 1935 оценка: 125 EUR

osta.ee — Нагрудный знак NG — Koolimärk, Nõmme Gümnaasium, итоговая цена: 249 EUR

osta.ee — Нагрудный знак ÕPK — 1936 оценка: 45 EUR, итоговая цена: 45 EUR

### Комментарии
1. ↑  Цитата: 

«Tehas ja elumaja kauplusega natsionaliseeriti 1940. aastal. Tehase uueks direktoriks määrati Karl Johanson. Roman Tavast töötas tehases tehnilise juhatajana kuni juunini 1941, mil ta küüditati». (рус. Завод, магазин и дом были национализированы в 1940 году. Новым директором завода был назначен Карл Йохансон. Роман Таваст, работал на заводе в качестве технического руководителя до своей депортации в июне 1941 года.) 
 (Roman Tavast — Eesti märgitööstuse hiiglane. Архивировано 22 февраля 2014 года. (рус. Роман Таваст — Эстонский исполин, производящий знаки)
2. ↑  Этот народ также именуется балтийскими шведами или эстонскими шведами. Эстонских шведов ещё именовали «островным народом» (швед. aibofolket), а их поселения — «островным краем» (швед. Aiboland). Когда-то в Ноароотси и на островах Вормси, Пакри, Рухну и Осмуссаар, а также на северо-западном побережье Эстонии, говорили, в основном, на шведском языке. Жили шведы и на острове Найссаар и Хийумаа. «Столицей» эстонских шведов был центр Ляэнемаа — город Хаапсалу. Первое документированное упоминание об эстонских шведах, проживавших в Хаапсалуском городище, относятся к 1294 году. (Эстонские шведы — кто они? Общество — Культура — Моя Эстония Архивная копия от 23 февраля 2014 на Wayback Machine Статьи об истории, языке, культуре и людях Эстонии)
3. ↑  Воркутинский ИТЛ (Воркутлаг) с центром в пос. Воркута (с 1943 г. — город) «специализировался» на добыче угля в Печорском угольном бассейне, а также отвечал за промышленное, жилищное и дорожное строительство в этом районе. Численность заключённых: на 1 июля 1938 г. — 15,0, на 1 июля 1941 г. — 25,3, на 1 января 1945 г. — 39,7, на 1 января 1950 г. — 62,6, на 1 января 1955 г. — 52,4, на 1 января 1960 г. — 15,4 тыс. чел. 
(Исправительно-трудовые лагеря в Коми АО-Коми АССР (20-50-е гг.). Архивировано 17 февраля 2015 года. Историческая справка)
4. ↑  В качестве географического уточнения: Сибирь находится в Азии, а Воркута — в Европе.

Цитата из Википедии, касающаяся города Воркуты и его расположения:

Воркута (коми Вӧркута) — город в России, расположен на севере Республики Коми, на западных склонах Полярного Урала, на реке Воркута ... за полярным кругом, в зоне распространения вечной мерзлоты ... 

Рабочий посёлок Воркута был основан в начале 1930-х годов геологами в Большеземельской тундре на месте разведанных запасов каменного угля ... 

В конце 1930-х — начале 1950-х годов в Воркуте был расположен один из крупнейших лагерей ГУЛАГа — Воркутлаг (до 1938 года — Ухтпечлаг)... 

Воркута расположена в 150 километрах севернее Полярного круга и всего в 140 километрах от побережья Северного Ледовитого океана, климат субарктический ... 

Воркута относится к районам Крайнего Севера ... 

Безморозный период составляет всего около 70 суток (даже летом иногда возможны заморозки), тогда как продолжительность зимы составляет около 8 месяцев ... 

Земледелие в открытом грунте из-за сурового климата невозможно ...
Природные условия на Крайнем Севере более тяжелые для здоровья человека, чем в средней полосе. Длительная и суровая зима, крайне низкие температуры воздушной среды, короткое и холодное лето. Дефицит внешнего ультрафиолетового излучения в период полярной ночи приводит к световому (солнечному) голоданию, при котором в течение длительной зимы плохо усваиваются витамины, значительно снижается работоспособность людей, ухудшается иммунитет, люди чаще и продолжительнее болеют, увеличиваются сроки заживления ран.

В Заполярье на организм человека воздействуют многие факторы, которые в средней полосе оказывают гораздо менее выраженное влияние. Ощущается повышенная кислородная недостаточность и разреженность воздуха в тундре из-за отсутствия лесов. Гравитационная неустойчивость и магнитные возмущения более активны, поскольку магнитное поле Земли в северных широтах защищает значительно хуже, чем в средних широтах. Ураганные ветры, резкие изменения уровней атмосферного давления, атмосферного электричества, температуры и влажности воздуха способствуют росту сердечно-сосудистых заболеваний.

(Проблемы адаптации человека к условиям Крайнего Севера. Архивировано 22 февраля 2014 года.)
5. ↑  В Эстонии действует информационная музейная система (MuIS) Viki, в которой сведены в единую базу оцифрованные экспонаты 60-ти музеев Эстонии. Система MuIS Viki работает в онлайне и включает подробные пояснения к эпизодам истории, традициям и предметам, связанным с Эстонией, аналогична всем известным Википедиям, однако за её содержание несут ответственность музеи. Поиск можно проводить на 4-х языках: русском, английском, эстонском и немецком.

(Веб-Портал Музеев. Архивировано 21 февраля 2014 года. Объединённая база оцифрованных экспонатов 60-ти музеев Эстонии)
6. ↑  Раритет
(по-немецки raritat от латинского raritas — редкость)
В общем смысле — редкость, ценная, редкая вещь, диковина. Например: коллекция раритетов. Раритет — это предмет, ценностное значение которого заключается прежде всего в его редкости. В современном музееведении (музеологии) термин «раритет» используют применительно к предметам, существующим в нескольких экземплярах (в отличие от типового предмета и уникума).
 (Раритет. Словарь. Алексей Гаврилович Венецианов. Архивировано 22 февраля 2014 года. Сайт художника)
7. ↑  Объекты коллекционирования в зависимости от известного количества существующих экземпляров подразделяются на ряд категорий. Среди них выделяются следующие (с градацией по степени редкости):
 У́никум — объект коллекционирования, представляющий цельную или целую вещь, известную лишь в одном экземпляре.
 Раритет мирового класса — объекты коллекционирования, известные лишь в количестве 2—10 штук.
 Раритет международного класса — объекты коллекционирования, сохранившиеся в количестве 11—30 экземпляров.
 (Раритет. Словарь. Алексей Гаврилович Венецианов. Архивировано 22 февраля 2014 года. Сайт художника)
8. ↑  В УКАЗе Президента РФ от 30.05.1994 N 1108 «О РЕАЛИЗАЦИИ ПРЕДМЕТОВ АНТИКВАРИАТА И СОЗДАНИИ СПЕЦИАЛЬНО УПОЛНОМОЧЕННОГО ОРГАНА ГОСУДАРСТВЕННОГО КОНТРОЛЯ ПО СОХРАНЕНИЮ КУЛЬТУРНЫХ ЦЕННОСТЕЙ» дано определение и перечислены все основные категории предметов антиквариата:

Под предметами антиквариата понимаются культурные ценности, созданные более 50 лет назад и включающие следующие категории предметов:

а) исторические ценности, в том числе связанные с историческими событиями в жизни народов, развитием общества и государства, историей науки, искусства и техники, а также относящиеся к жизни и деятельности выдающихся личностей, государственных, политических и общественных деятелей;

б) предметы и их фрагменты, полученные в результате археологических раскопок;

в) художественные ценности, в том числе:

   -  картины и рисунки целиком ручной работы на любой основе и из любых материалов;

   -  оригинальные художественные композиции и монтажи из любых материалов;

   -  художественно оформленные предметы культового назначения, в том числе иконы и церковная утварь;

   -  гравюры, эстампы, литографии и их оригинальные печатные формы;

   -  произведения декоративно-прикладного искусства, в том числе изделия традиционных народных промыслов 

      и другие художественные изделия из стекла, керамики, дерева, металла, кости, ткани и прочих материалов;

г) составные части и фрагменты архитектурных, исторических, художественных памятников и памятников монументального искусства;

д) редкие рукописи и документальные памятники, в том числе инкунабулы и другие издания, представляющие особый исторический, художественный, научный и культурный интерес;

е) архивы, включая фоно- и фотоархивы и другие архивные материалы;

ж) уникальные и редкие музыкальные инструменты;

з) старинные монеты, ордена, медали, печати и другие предметы коллекционирования, отнесённые к культурным ценностям — предметам антиквариата.
(УКАЗ Президента РФ от 30.05.1994 N 1108 «О РЕАЛИЗАЦИИ ПРЕДМЕТОВ АНТИКВАРИАТА И СОЗДАНИИ СПЕЦИАЛЬНО УПОЛНОМОЧЕННОГО ОРГАНА ГОСУДАРСТВЕННОГО КОНТРОЛЯ ПО СОХРАНЕНИЮ КУЛЬТУРНЫХ ЦЕННОСТЕЙ» (вместе с «ПОЛОЖЕНИЕМ О ПОРЯДКЕ И УСЛОВИЯХ ЛИЦЕНЗИРОВАНИЯ ДЕЯТЕЛЬНОСТИ, СВЯЗАННОЙ С РЕАЛИЗАЦИЕЙ ПРЕДМЕТОВ АНТИКВАРИАТА НА ТЕРРИТОРИИ РОССИЙСКОЙ ФЕДЕРАЦИИ»). Архивировано 22 февраля 2014 года.)
9. ↑  Существуют правительственные инструкции, определяющие, антикварная данная вещь или нет. 
Чтобы предмет считался антикварным, ему должно быть определённое количество лет. 
В большинстве стран предмету должно быть не менее 60 лет, чтобы он считался антикварным. 
В Великобритании ему должно быть не менее 100 лет. 
В США предмет должен был быть изготовлен до 1830 года, в Канаде до 1847 года. 
(Тайны мирового рынка антиквариата. Архивировано 14 февраля 2014 года.)
10. ↑  С точки зрения художественного оформления и технологии эстонские знаки отличия были в 20-х годах на высшем мировом уровне, которого, к сожалению, не удается достигнуть и по сей день. (vesti.ee. Архивировано 26 декабря 2013 года. Награды Эстонской Республики)